# Italo Vassallo
Italo Vassallo (Asmara, 1940 – Roma, 30 luglio 2021) è stato un calciatore etiope con cittadinanza italiana, di ruolo attaccante.

## Biografia
Nacque nell'Eritrea italiana, figlio di una donna indigena, Mebrak, e di un militare italiano, Vittorio Vassallo. Suo fratello maggiore era Luciano, anch'egli calciatore.
Divenuto calciatore, vestì la maglia della nazionale etiope.
All'avvento al potere di Menghistu Hailè Mariàm in Etiopia, Vassallo fu costretto ad abbandonare Addis Abeba, ove si era trasferito, e ritornare ad Asmara. Nella capitale eritrea allenò alcune squadre locali e si dedicò alla ristorazione.

## Caratteristiche tecniche
Era un attaccante molto forte sia dal punto di vista fisico che tecnico.

## Carriera

### Club
Iniziò a giocare nell'Hamasien ed intorno al 1960 passa al Cotton FC di Dire Daua insieme al fratello Luciano. Con il Cotton Vassallo vinse quattro campionati etiopi tra il 1960 ed il 1965.
Ritiratosi dal calcio giocato divenne allenatore di alcune squadre asmarine.

### Nazionale
Con la nazionale etiope partecipò alle Coppe d'Africa 1962, 1965 e 1970.
Con la sua nazionale vinse l'edizione 1962 della Coppa d'Africa.
Durante l'incontro del 12 ottobre 1963 contro il Kenya, valido per le qualificazioni ai Giochi della XVIII Olimpiade, Vassallo si ruppe una gamba.

## Palmarès

### Club
- Campionato etiope di calcio: 4

Cotton FC: 1960, 1962, 1963, 1965

### Nazionale
- Coppa d'Africa: 1

1962